# Austin Gipsy

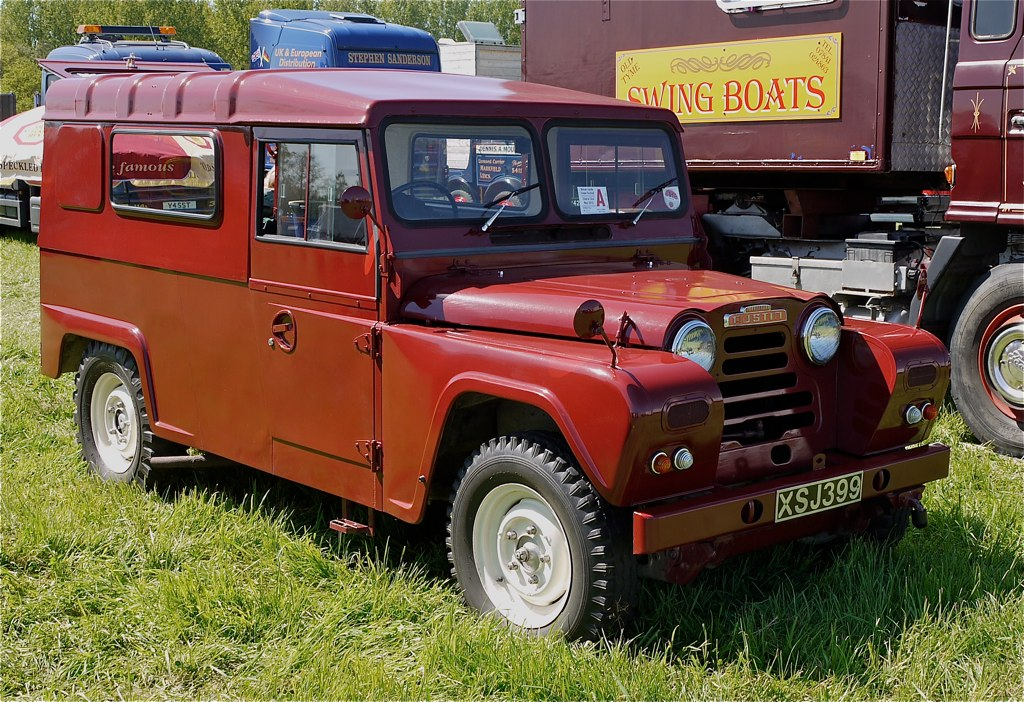
Gipsy met lange wielbasis

De Austin Gipsy is een lichte terreinauto die werd geproduceerd door Austin Motor Company. Het voertuig was in productie van 1958 tot 1968. Het was de opvolger van de Austin Champ. Het was een directe concurrent van de Land Rover en een zekere gelijkenis valt direct op.

## Algemeen
De Austin Champ was de eerste jeep geproduceerd door Austin. Het was geen succes, het Britse leger bestelde er 15.000 stuks van, maar voordat alle voertuigen waren geleverd werd de order geannuleerd. Het was een gecompliceerde en dure jeep en Land Rover kwam met een terreinwagen die ongeveer de helft goedkoper was. De Gipsy was een antwoord op deze ontwikkeling.
De Gipsy had een carrosserie van staal. Door een innovatieve vering en onafhankelijke wielophanging op alle vier aangedreven wielen kon de Gipsy met hoge snelheden over ruw terrein rijden. Voor de motor werd BMC 2199 cc viercilinder benzinemotor gebruikt; de compressieverhouding was 6,8:1, waardoor het benzine met een laag octaangetal kon gebruiken. Er was ook een versie met een dieselmotor van 2178 cc. De versnellingsbak telde vier versnellingen vooruit en een achteruit. In de hoge gearing werden alleen de achterwielen aangedreven en in lage gearing alle vier. De Gipsy was eerst verkrijgbaar met een korte wielbasis van 90 inch (2286 mm) maar later kwam ook een versie van 111 inch (2819 mm) beschikbaar.
Toen British Motor Corporation (BMC) fuseerde met Leyland om British Leyland te vormen, werden de Austin Gipsy en de Land Rover geproduceerd door hetzelfde bedrijf. De productie van de Gipsy werd gestaakt. Er zijn zo'n 21.208 voertuigen van verkocht.